# Alpheus formosus
Alpheus formosus är en kräftdjursart som beskrevs av Lewis Reeve Gibbes 1850. Alpheus formosus ingår i släktet Alpheus och familjen Alpheidae. Inga underarter finns listade i Catalogue of Life.